# José de Jesús Martínez Zepeda
José de Jesús Martínez Zepeda (ur. 4 września 1941 w Tepeji del Río) – meksykański duchowny rzymskokatolicki, w latach 2004–2017 biskup Irapuato.

## Życiorys
Święcenia kapłańskie przyjął 28 września 1968 i został inkardynowany do archidiecezji meksykańskiej. Pracował przede wszystkim w diecezjalnym seminarium, był także rektorem instytutu teologicznego w Kolumbii.
11 marca 1997 został prekonizowany biskupem pomocniczym archidiecezji meksykańskiej ze stolicą tytularną Naratcata. Sakrę biskupią otrzymał 12 kwietnia 1997. 3 stycznia 2004 został mianowany biskupem nowo utworzonej diecezji Irapuato. 11 marca 2017 przeszedł na emeryturę.